# 营口东站
营口东站位于中华人民共和国辽宁省营口市老边区柳树镇前三岔子村，经过铁路有盘营客运专线及哈大高速铁路，也是盘营客运专线的起点站之一，为高铁站，于2012年12月1日启用，由中国铁路沈阳局集团大连车务段管辖。

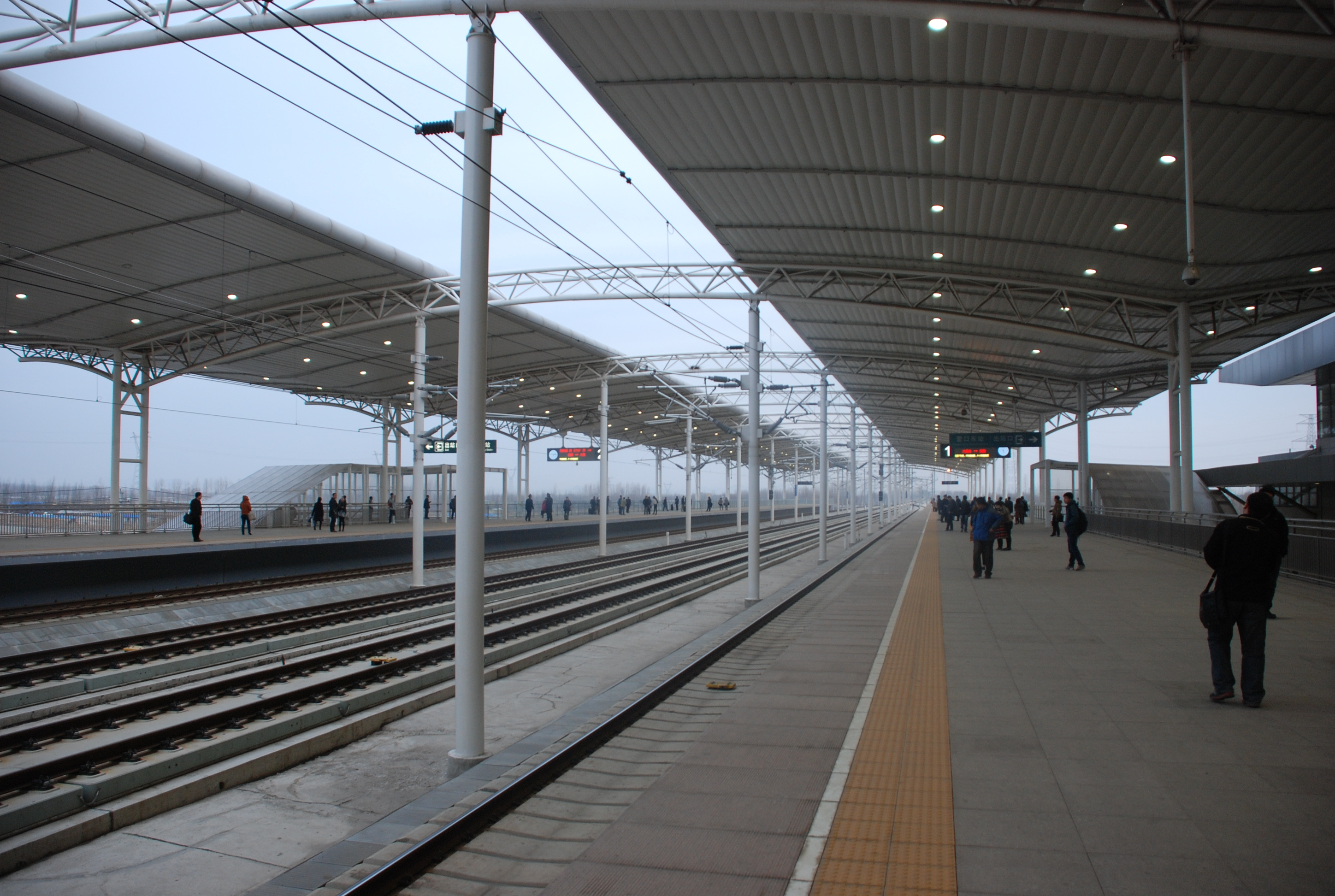
营口东站月台

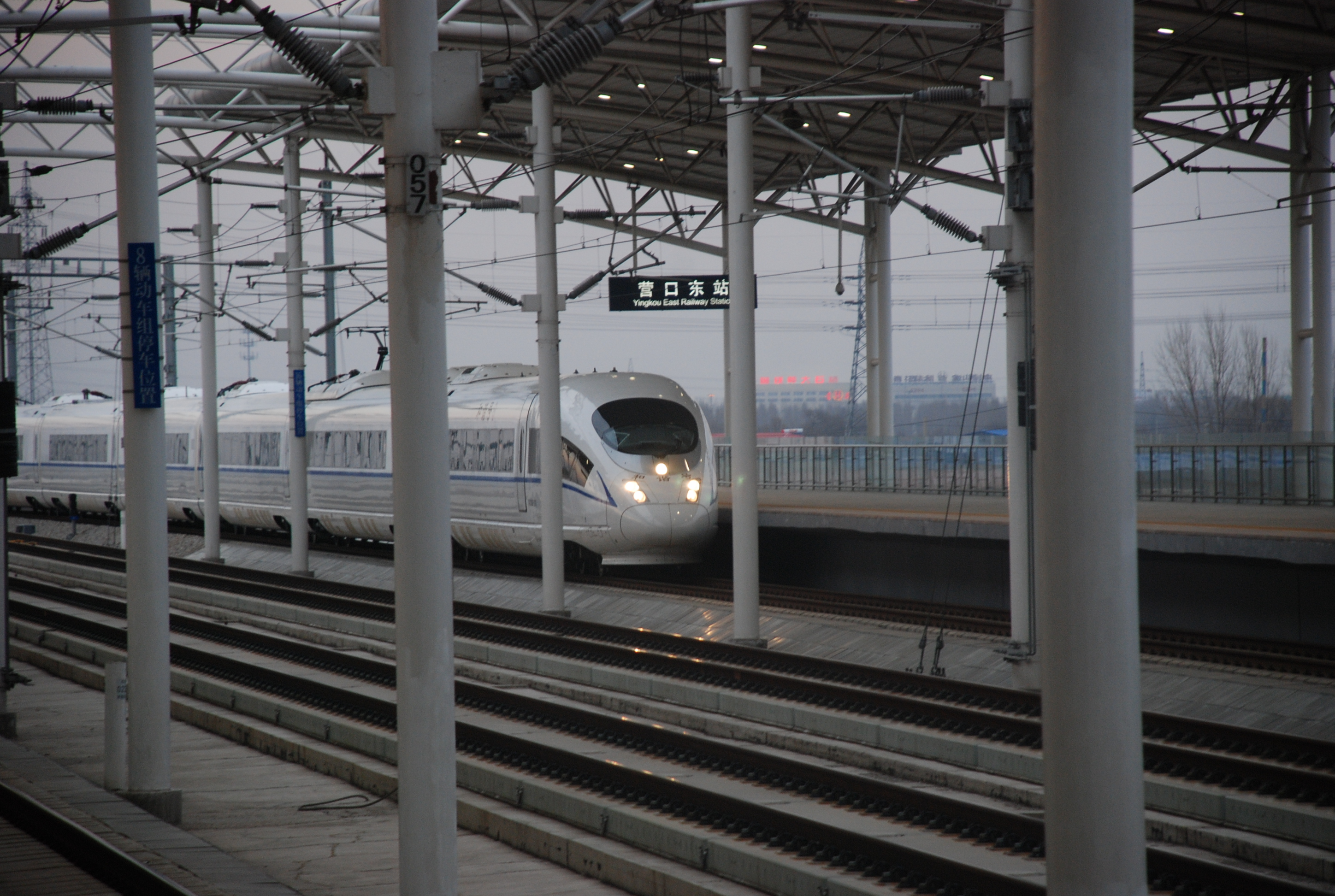
进站中的高铁列车CRH380B

## 歷史
- 2012年12月1日启用。[3]

## 車站周邊
- 营口市柳树镇人民政府
- 营口市特种镁质材料研究所
- 柳树工业园区
- 柳树镇中学
- 沈大高速公路

## 外部連結
- 中国铁路客户服务中心 （页面存档备份，存于）